# Nadzieja Dziemidowicz
Nadzieja Dziemidowicz (ur. 24 lutego 1927, zm. 4 marca 2020) – białoruska więźniarka gułagu Stepłag, uczestniczka powstania więźniów w Kengirze.

## Życiorys
Ojciec Raman w latach 1914–1921 pracował w Stanach Zjednoczonych, a po powrocie w rodzinne strony kupił gospodarstwo koło Slonimia, gdzie zamieszkał z żoną i dziećmi. W 1939 roku, po wybuchu II wojny światowej Słonim, tak jak i pozostałe wschodnie ziemie Rzeczypospolitej został zajęty przez wojska sowieckie. Tuż przed wybuchem wojny niemiecko-sowieckiej ojciec został aresztowany przez radzieckie służby i trafił do więzienia w Słonimiu. Po wybuchu wojny i ucieczce strażników więźniowie zostali uwolnieni. Od 1941 roku Nadjeżda uczęszczała do białoruskiego gimnazjum w Słonimiu, co zabezpieczało ją przed wyjazdem na roboty do Niemiec. W 1943 roku wstąpiła do Związku Młodzieży Białoruskiej. W 1944 roku Słonim został ponownie zajęty przez wojska rosyjskie. W grudniu  zaczęły się aresztowania członków związku i Nadzieja musiała się ukrywać. W 1948 roku rodzice wysłali ja razem z siostrą do krewnych w Kazachstanie. W międzyczasie, bo w 1945 roku ojciec został aresztowany za niepłacenie podatków i po krótkim pobycie w obozie zmarł. Matka, która musiała opiekować się dziećmi, odmówiła pracy w znajdującym się 21 km od domu tartaku i została aresztowana. Dzieci musiały radzić sobie same. Najstarszy brat został za kontakty z partyzantką antybolszewicką skazany na 8 lat gułagu i wywieziony do Tomska.
Nadzieja Dziemidowicz podczas pobytu w Pietropawłowsku mieszkała u wuja. Ten z obawy przed aresztowaniem wyrzucił ją z domu. Znalazła pracę na kolei i ukończyła kurs rachunkowości. Potem pracowała w piekarni. 25 września 1949 roku została aresztowana i przez 4 miesiące przesłuchiwana i torturowana. Sąd w Baranowiczach skazał ją na 25 lat gułagu. Przebywała w więzieniu w Czelabińsku, a potem w obozie Karłag. Brała udział w powstaniu więźniów w Kengirze.
19 kwietnia 1956 roku, z powodu choroby zwolniona, wróciła do domu. Po przeniesieniu się do Kałodziszcz pracowała w zakładzie Horizon. Nie została zrehabilitowana.

## Publikacje
Swoje wiersze i wspomnienia opublikowała w książkach:
- Век так ня будзе 2002
- Успаміны сэрца майго 2006
- Мы марылі дома спаткацца 2010
- Кенгір 2012

## Odznaczenia
- Medal 100-lecia Białoruskiej Republiki Ludowej – 2019[5][6][7]